# Куриловский район
Куриловский район — бывший административный район Саратовского края и Саратовской области, существовавший в 1935—1958 годах. Центр — село Вязовка.

## История
Куриловский район был образован в январе 1935 года в составе Саратовского края (с 5 декабря 1936 — Саратовской области).
По данным на 1 июля 1945 года в районе было 17 сельсоветов: Анютинский, Барановский, Вязовский, Грязновский, Елховский, Ершовский, Казаковский, Казанлинский, Ключевский, Куриловский, Максимовский, Ново-Жуковский, Паршевский, Рязанкинский, Стригайский, Сухо-Карабулакский и Шировский.
30 сентября 1958 года Куриловский район был упразднён, а его территория разделена между Базарно-Карабулакским, Балтайским и Вольским районами.

## Население
По данным переписи 1939 года, в Куриловском районе проживало 22 185 человек, в том числе русские — 81,4 %, чуваши — 11,2 %, мордва — 6,6 %.